# Bandera de Ceuta
La bandera de Ceuta es la enseña de la ciudad autónoma española de Ceuta, formada por un giro en blanco y negro con un escudo central que muestra el escudo municipal. Es conocida como la bandera de San Vicente o de Lisboa. Es una de las enseñas más antiguas de Europa, con los colores de la Orden Dominica. Portugal la utilizó como propia y durante la Edad Media se convirtió, y aún lo es en la actualidad, en la enseña de su capital, Lisboa.

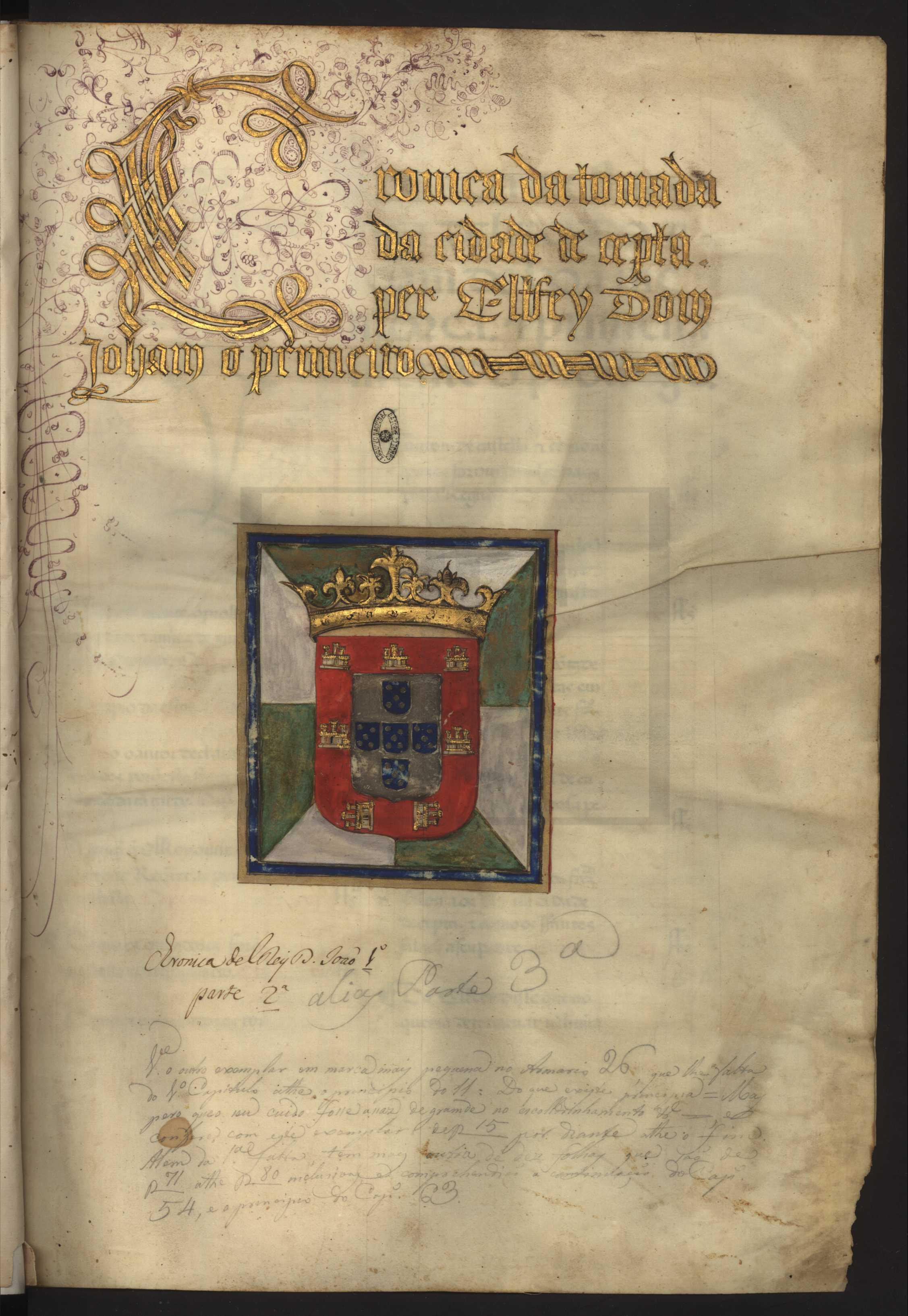
Miniatura de entre los siglos y similar a la bandera y el escudo de Ceuta, procedente de la "Crónica da tomada de Ceuta por D. João I, terceira parte, por Gomes Eanes de Zurara".

En el centro de la bandera figura el escudo de Ceuta, que está basado en el escudo de Portugal y que se describe así: En campo de plata, cinco escusones de azul, puestos en cruz, cargados cada uno de cinco bezantes de plata, colocados en aspa, y una bordura de gules cargada de siete castillos de oro, dos en jefe, dos en flanco y tres hacia la punta, todo ello rematado con una corona marquesal.